# Jaroszewska Struga
Struga Jaroszewska– struga będąca lewobrzeżnym dopływem Warty. Wypływa z małego stawu w okolicach wsi Przemyśl. Jej długość wynosi około 7 km.

## Przebieg rzeki
Struga zaczyna swój bieg w niewielkim zbiorniku zlokalizowanym w okolicach Przemyśla. Następnie płynie przez Jaroszewo (od którego wywodzi się jej nazwa), Jezioro Jaroszewskie, las w okolicach Sierakowa, park koło kościoła, uchodząc bezpośrednio do Warty w przesmyku przy ul. Zamkowej.